# De dag na morgen
De dag na morgen is een thrillerroman van de Amerikaanse schrijver Allan Folsom, die uitkwam in 1994. Het boek is de Nederlandse vertaling van The day after tomorrow (1994). Het was het eerste boek van Folsom.

## Plot
Het plot draait om een Amerikaanse chirurg, die de moordenaar van zijn vader bij toeval in Parijs ontdekt. Hierdoor komt hij op het spoor van een nazi-samenzwering.
De Amerikaanse chirurg Paul Osborn ziet plotseling de moordenaar van zijn vader in een bistro in Parijs, de man die zijn vader toe hij 10 was op klaarlichte dag voor zijn ogen ogenschijnlijk zonder enige reden aan een mes reeg en vluchtte. Osborn verliest direct zijn zelfbeheersing, valt de man aan en wordt door de politie opgepakt. De moordenaar, de Canadees Albert Merriman die zich onder de naam Henri Kanarack schuilhoudt, vlucht. Osborn spoort hem op en weet hem met succinylcholine machteloos te maken en te martelen om zo informatie uit hem los te krijgen om te weten waarom zijn vader moest sterven. Het blijkt dat hij in opdracht voor een zekere Erwin Scholl heeft gewerkt, maar voor Merriman meer kan vertellen wordt hij door een mysterieuze moordenaar doodgeschoten.
Ondertussen is een Amerikaans politie-inspecteur, McVey, in Parijs omdat hij Merriman geeft gelinkt aan een aantal onthoofdingen en andere moorden in Amerika. Het blijkt dat de onthoofde lijken zijn blootgesteld aan temperaturen die het absolute nulpunt benaderen, en dat de eerder vermoordde mannen werkten aan chirurgische instrumenten die goed hanteerbaar bleven bij extreem lage temperaturen. Een van deze slachtoffers was Osborns vader die een scalpel had uitgevonden dat ook bij extreem lage temperaturen niet bros werd. Hij moest dood om zijn uitvinding te kunnen gebruiken en geheim te houden, en blijkbaar is met deze chirurgische instrumenten een hoofdtransplantatie geprobeerd uit te voeren. 
Hierdoor kruisen de paden van McVey en Osborn elkaar en ze besluiten samen te werken en hun kennis te delen. Ze worden tegengewerkt door een duister net van samenzweerders, dat een moordenaar op hen afstuurt, dezelfde man die Merriman had vermoord. De mysterieuze Erwin Scholl blijkt in Berlijn waar op dat moment hij en zijn rechterhand Pascal von Holden een feestelijke bijeenkomst organiseren van een club van industriëlen. Eén van hen, Elton Lybarger, keert na een revalidatieperiode ten gevolge van een beroerte terug naar Duitsland om daar feestelijk te worden ontvangen door Scholl en zijn zakenpartners. Hij wordt begeleid door zijn Oostenrijkse persoonlijk arts Dr. Salettl, en de Amerikaanse therapeut Joanna Marsh. Ook aanwezig en enigszins uit de toon vallend tussen de veel oudere heren en dames, is een 24-jarige tweeling, twee gezonde sterke jongens. Vlak voor de ceremonie wordt Joanna Marsh tot haar verbazing ontslagen en krijgt een pakje van Salettl mee, dat ze pas bij terugkomst in de VS mag openen. Ze mag niet eens afscheid nemen en vertrekt beteuterd naar het vliegveld.
Tijdens een toespraak op Slot Charlottenburg worden Lybarger en de aanwezigen vergast met blauwzuur. Daarna vat het paleis vlam en brandt het grotendeels uit. Van de samenzweerders overleeft slechts Von Holden, die Osborns vriendin Vera met een voorwendsel meelokt. McVey en Osborn ontkomen en Osborn, vastbesloten Vera te redden en eindelijk antwoord te krijgen op de vraag waarom zijn vader dood moest, zet de achtervolging in op Von Holden, die met Vera en een mysterieus pakket ontsnapt. Osborn achtervolgt Von Holden tot in Zwitserland waar deze naar het laatste toevluchtsoord van de organisatie op de top van de Jungfrau vlucht, een weerstation. Dit blijkt ook volledig uitgebrand, blijkbaar heeft een onbekende saboteur de organisatie tegengewerkt. Von Holden vlucht achtervolgd door Osborn de gletsjer op en een confrontatie volgt. Wat er precies gebeurt weet Osborn niet meer, maar hij en Vera worden van de gletsjer gered. Osborn herinnert zich slechts hoe hij Von Holden op de man af vroeg waarom zijn vader dood moest en slechts het nietszeggende antwoord Für Übermorgen! kreeg.
Het pakje van Joanna Marsh bevat een sleutel die naar een safe leidt waar een video is aangetroffen. Deze is opgenomen door de eveneens omgekomen arts van Lybarger, Dr. Salettl. Hij bekent dat de organisatie een samenzwering is van Duitse grootindustriëlen met extreemrechtse sympathieën, teruggaand tot Martin Bormann. Lybarger had geen beroerte gehad maar een hoofdtransplantatie door middel van cryochirurgie, en diende als proefkonijn, de laatste van een hele reeks en het eerste succes. Nu bleek dat de transplantatie succesvol was, zou de gezondste van de tweelingen worden gebruikt om het hoofd van Adolf Hitler op te transplanteren, zodat deze een nieuw Reich kon stichten. Übermorgen was de codenaam van deze gehele operatie. De Oostenrijkse arts was echter in werkelijkheid anti-nazi en had de hele operatie gesaboteerd; hij was de man achter de blauwzuur-aanval en de brand op Slot Charlottenburg, en de vernieling van het toevluchtsoord op de Jungfrau. De keuze voor cyanidegas tegen de samenzweerders was poëtische vergelding: de nazi´s hadden het voor hun massamoorden op de joden gebruikt en Salettl was vastbesloten deze nachtmerrie te voorkomen: er zal geen Übermorgen zijn.
Osborn herinnert zich nu weer de confrontatie met Von Holden op de Jungfraugletsjer, ziet hem en zijn pakket in een gletsjerspleet vallen. In een onderdeel van een seconde valt het pakket open en ziet Osborn de inhoud: het operatief verwijderde en ingevroren hoofd van Adolf Hitler.